# Departamento El Carmen

Jujuy-Salta por Ruta Nacional 9 (camino de cornisa que atraviesa las Yungas).

El Carmen es un departamento ubicado en el sur de la provincia de Jujuy (Argentina).

## Superficie, límites y accesos
El departamento tiene una superficie de 912 km², lo que al año 2010 determina una densidad de 106.4 hab/km².Limita al sur con la provincia de Salta y al norte con los departamentos de San Pedro, Palpalá y San Antonio.La principal vía de acceso al departamento es la RN 9.

## Población
Contó con 97 039 habitantes (Indec, 2010), lo que representó un incremento del 14.6 % frente a los 84 667 habitantes (Indec, 2001) del censo anterior. 
Para el censo 2022 el departamento registró 122 366 habitantes. Esto representó un aumento en la cantidad de personas del 26.1%, arriba del crecimiento poblacional provincial.Estos datos le valieron ser el departamento ser el segundo con población, segundo más denso y el segundo que más creció de la provincia.
| Gráfica de evolución demográfica de Departamento El Carmen entre 1991 y 2022 |
|                                                                              |
| Fuente: censos nacionales del INDEC                                          |

## Salud y educación
El departamento cuenta con 35 centros de salud, la mayoría de ellos dedicados a la atención primaria, distribuidos entre las distintas localidades.
Según datos oficiales, en el año 2011 el departamento contaba con un total de 95 establecimientos educativos, tanto de gestión pública como privada que atienden los requerimientos de niños y jóvenes desde el jardín maternal hasta la etapa posterior al nivel secundario.

## Localidades y parajes
Según datos correspondientes al censo del año 2010, la mayor parte de la población se concentra en localidades, varias de ellas muy pequeñas y solo tres de más de 10 000 habitantes.
- Perico, (44 750 hab.)
- Monterrico, (13 623 hab.)
- El Carmen, (11 591 hab.)
- Pampa Blanca, (2 627 hab.)
- Aguas Calientes, (2 563 hab.)
- Puesto Viejo, (1 372 hab.)
- Barrio El Milagro, (1 321 hab.)
- Barrio La Unión, (700 hab.)
- Los Lapachos, (617 hab.)
- Manantiales, (326 hab.)
- San Isidro, (93 hab.)
- San Juancito, (45 hab.)

Parajes
- Santo Domingo

## Sitios de interés
En cercanías de la localidad de El Carmen se encuentran los diques La Ciénaga y Las Maderas. Ambos ofrecen posibilidades turísticas y deportivas, como la práctica de deportes acuáticos y la pesca.

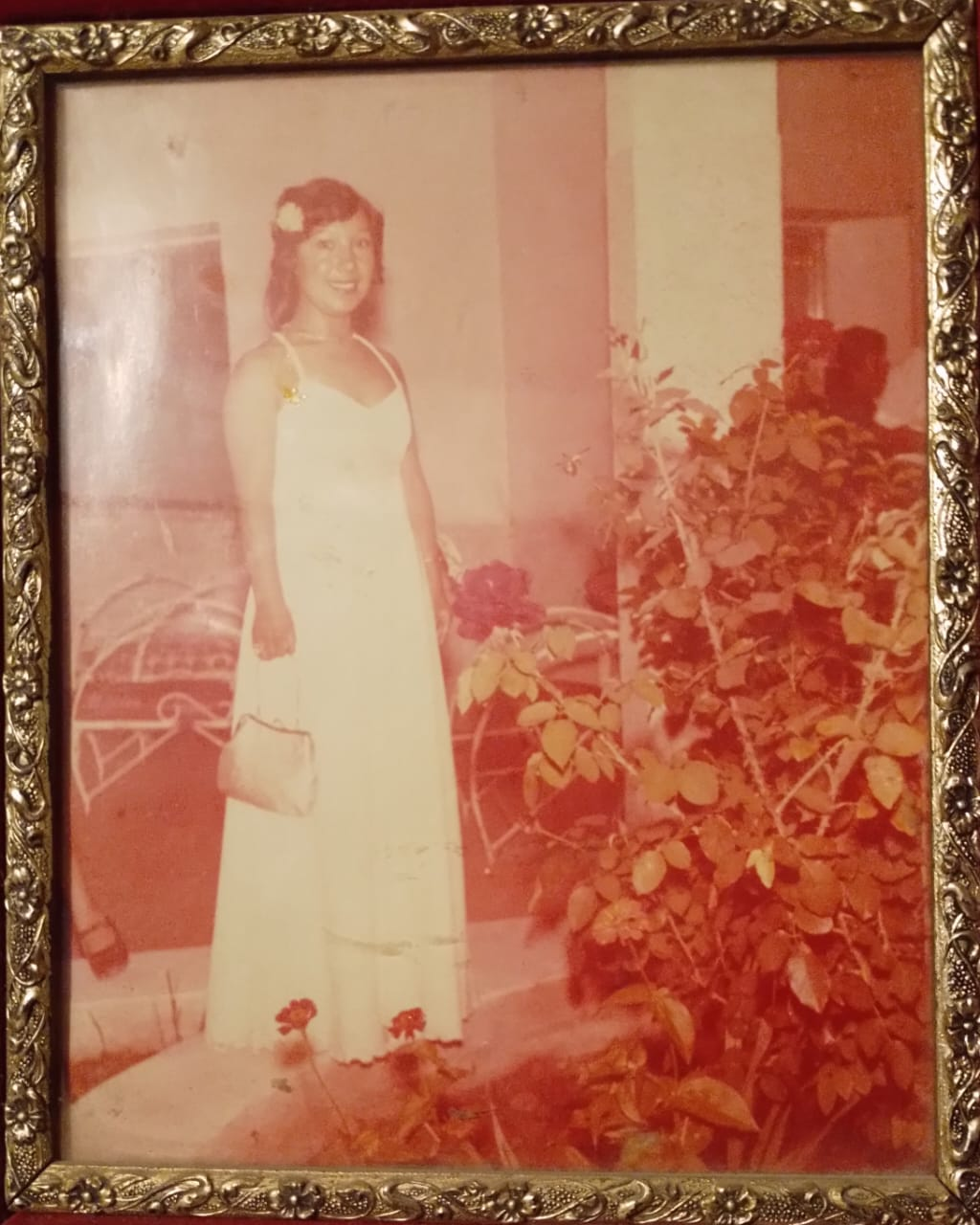
Cena Blanca en Santo Domingo, El Carmen, 1975

En ciudad Perico, que forma parte del departamento, se realiza una festividad tradicional que comúnmente se da en la región: la Cena Blanca de egresados del nivel medio, se llama así ya que los y las jóvenes se dedican a preparar sus vestimentas de gala. Las jóvenes en especial eligen un vestido blanco para concurrir a cierta ceremonia, en la década del 70 esta celebración se realizaba en Santo Domingo. 

## Actividades económicas
El departamento es uno de los que constituyen la región denominada "Los Valles". Las principales actividades económicas se relacionan con los cultivos de tabaco y en menor medida de flores, frutas y hortalizas.

El cultivo de tabaco se extendió y generalizó a partir de mitad del siglo XX, debido a las posibilidades que ofrecieron las redes y los canales de riego, alimentados por la reserva de agua de los diques Las Maderas y La Ciénaga.

Hacia fines del 2016, unas 19 000 ha del departamento se encuentran afectadas a la producción tabacalera.

## Sismicidad
La sismicidad del área de Jujuy es frecuente y de intensidad baja, y un silencio sísmico de terremotos medios a graves cada 40 años.
- Sismo de 1863: aunque dicha actividad geológica catastrófica, ocurre desde épocas prehistóricas, el terremoto del 4 de enero de 1863 (162 años),[16] señaló un hito importante dentro de la historia de eventos sísmicos jujeños, con 6.4 Richter.[15]
- Sismo de 1948: el 25 de agosto de 1948 (76 años) con 7.0 Richter, el cual destruyó edificaciones y abrió numerosas grietas en inmensas zonas[16][15]
- Sismo de 2011: el 6 de octubre de 2011 (13 años) con 6.2 Richter, produjo rotura de vidrios y mampostería.[15]

## Historia

### Origen de El Carmen
Originalmente el departamento El Carmen,  se constituía de 3 regiones denominadas: Perico de El Carmen o Perico de San Juan, Perico de San Antonio, y Estación Perico. Dichas denominaciones tomaban su nombre del Río Perico, afluente que une y recorre estas regiones. Los antiguos pobladores e historiadores de la zona, cuentan que el río tomó ese nombre debido a la cantidad de loros que vivían a sus alrededores, y los conquistadores españoles que llegaban en aquella época a esta zona conocían a estas aves como pericos, de ahí el nombre original del departamento.
Sus primero pobladores, allá por el siglo XV, “fueron diversas parcialidades indígenas (Ocloyas, Osas, y Paypayas), dominados por los Incas, que recorrían sus extensiones para cobrar tributos y trocar diversos productos, conformando el “Camino del Inca”, luego llamado “Camino Real”, eje donde está fraguada nuestra historia”.
Posteriormente, todas estas regiones conocida como Los pericos, tomó el nombre de la ciudad capital del departamento, que es El Carmen.

### Denominación del nombre El Carmen, para el departamento: su origen religioso en la Virgen y su patronazgo.
¿Por qué El Carmen? Tal nombre de la ciudad cabecera, que luego tomo todo el departamento, se debe al patronazgo de la Santísima Virgen del Carmen, la imagen religiosa fue traída en el año 1.753 desde el Perú a este lugar llamado Perico, por Don Bernardo Espinoza de los Monteros, quien “al tomar posesión de los terrenos que heredó de su esposa María Francisca Martínez de Iriarte, hija del Gral. Don Diego Tomás Martínez de Iriarte, lo hizo en nombre de la Virgen del Carmen, y la nombró patrona de sus tierras”, por lo cual bautizó la zona con el mismo nombre, en su honor hizo construir un oratorio que tenía en su casa (fines del siglo XVIII)
La población aumentó y su devoción por la Virgen se hizo popular ahí. Luego, uno de sus hijos, don Santiago Solano Espinosa de los Monteros, recibió las Órdenes Sacras en la ciudad de Córdoba. Don Bernardo como quería dar impulso a la obra moralizadora de la religión solicitó autorización al Obispo de Tucumán, Fray José Antonio de San Alberto, que se encontraba en Jujuy en visita pastoral, para que su oratorio privado fuese público. El Obispo acordó entonces en decreto la decisión que regaló al pueblo el Oratorio público y solar de la casa, que hoy ocupa la iglesia parroquial. Así el lugar se conocía como “Perico del Carmen”. En el siglo XIX, se establece el núcleo poblacional incrementándose vertiginosamente ante la producción y comercio de tabaco.